# آرثر إدواردز
آرثر إدواردز (بالإنجليزية: Arthur Tudor Edwards)‏ (و. 1890 – 1946 م) هو جراح، توفي عن عمر يناهز 56 عاماً.